# Boconád
Boconád is een plaats (község) en gemeente in het Hongaarse comitaat Heves. Boconád telt 1350 inwoners (2001).